# Юлий II
Ю́лий II (лат. Iulius PP. II), в миру — Джулиа́но де́лла Ро́вере (итал. Giuliano della Rovere; 5 декабря 1443, Альбисола-Супериоре, Генуэзская республика — 21 февраля 1513, Рим, Папская область) — папа римский с 1 ноября 1503 года по 21 февраля 1513 года. Как и все папы той эпохи, был озабочен прежде всего мирскими делами. Известен тем, что многое сделал для превращения Папской области в централизованное государство.

## Биография

### Ранние годы
Джулиано делла Ровере родился 5 декабря 1443 года в Альбиссоле, около Савоны. Он был старшим сыном Рафаэлло делла Ровере, брата папы Сикста IV (Франческо делла Ровере) и гречанки Феодоры Манеролы.
В юности служил в качестве министранта папы. По инициативе дяди был отправлен в монастырь францисканцев и получил хорошее образование в университете Перуджи. Однако к ордену он, вероятно, не присоединился и оставался членом светского духовенства до своего возведения в сан епископа Карпантра во Франции в 1471 году. Вскоре после этого его дядя занял папский престол. Аббат бенедиктинского аббатства Горз с 24 ноября 1473 по 1486 и аббат-коммендант бенедиктинского аббатства Нонантола с 1485 по 1 ноября 1503.

### Кардинал
В 1471 делла Ровере был назначен кардиналом-священником той же титулярной церкви, что и его дядя до него — Сан-Пьетро-ин-Винколи. Благодаря возвышению дяди, Джулиано энергично взялся за укрепление влияния своей семьи в папском государстве. Был епископом не менее одиннадцати епархий, в том числе Лозанны (1472—1476), Катании (1473—1474), Мессины (апостольский администратор, 1473—1474), Авиньона (1474—1503), Кутанса (1476—1477), Вивье (1477—1478), Манда (1478—1483), Болоньи (1483—1502), Савоны (апостольский администратор, 1499—1502), Лукки (апостольский администратор, 1499—1501), Верчелли (1502—1503).
В качестве папского легата делла Ровере был отправлен во Францию в 1480 году, где он оставался четыре года и проявил незаурядные дипломатические способности, благодаря чему вскоре приобрёл огромное влияние в Коллегии кардиналов. Причём, это влияние не только не снизилось при папе Иннокентии VIII, но продолжило расти. В 1483 году от Джулиано у римлянки Лукреции Норманни родилась незаконная дочь Феличе. Возможно у него были и другие дети, но не дожившие до взрослого возраста. Вскоре после рождения Феличе Юлий II устроил брак Лукреции с Бернардино де Куписом. Бернардино был камергером двоюродного брата Юлия, кардинала Джироламо Бассо делла Ровере.
Главным противником Джулиано с этого времени стал кардинал Родриго Борджиа, ставший в 1492 году папой Александром VI. Дела Ровере, не сумевший тогда сам занять этот пост, обвинил Борджиа в покупке голосов кардиналов и сговоре с Асканио Сфорца. Он решил укрыться от гнева Борджиа в Остии, а через несколько месяцев отправился в Париж, где уговорил Карла VIII пойти на завоевание Неаполя.
Сопровождая молодого короля в его кампании, он вошёл в Рим и предложил созвать совет для расследования поведения понтифика с целью его низложения. Но папа Александр нашел союзника в лице министра Карла VIII Гийома Брисонне, благодаря которому он разрушил козни противника.
В 1496 году примирился с папой Борджиа и остался в Италии, некоторое время был его легатом во Франции.
Апостольский легат в Анконской марке (1474—1476), Авиньоне (1476—1503) и Болонье (1483—1484). Кардинал-священник с титулом церкви Санти-Апостоли с января 1475 по 1 ноября 1503. Великий пенитенциарий с октября 1476 по 1 ноября 1503. Архипресвитер папской Латеранской базилики с 11 августа 1477 по 1 ноября 1503. Камерленго Священной Коллегии кардиналов с 8 января 1479 по 7 января 1480. Кардинал-епископ Сабины с 19 апреля 1479 по 31 января 1483 и Остии и Веллетри с 31 января 1483 по 1 ноября 1503.

### Избрание
Папа Александр умер в 1503 году, а его сын, Чезаре Борджиа, тяжело заболел. После смерти папы Александра VI Джулиано снова вступил в борьбу за святой престол, убеждая кардиналов-выборщиков, что он давно порвал с Францией и является поборником независимости папства. Дела Ровере не поддержал кандидатуру кардинала Пикколомини в Сиене, но тот, тем не менее, был 8 октября 1503 года посвящен под именем папы Пия III. Однако новый понтифик умер двадцать шесть дней спустя.
Джулиано подкупом и обещаниями сумел завоевать симпатии итальянских и испанских кардиналов, пользуясь болезнью и недостатком влияния на ситуацию Чезаре Борджиа. В итоге 1 ноября 1503 года он был избран под именем Юлия II почти единогласным голосованием. Его избрание заняло всего несколько часов, а против был подан лишь один голос — его главного конкурента Жоржа д’Амбуаза, ставленника французской монархии.

### Папство
Фактически его понтификат был непрерывной чередой войн, где Папа часто принимал личное участие, сражаясь иногда в первых рядах армии, как во время осады Мирандолы. Во время военных походов Юлий II приказывал нести перед собой дарохранительницу со Святыми Дарами.

С самого начала Юлий II решил дистанцироваться от предшественников, в особенности, от Александра VI, хотя продолжал ту же политику предыдущих пап по централизации папского государства. В день своего избрания он заявил: 

«Я не буду жить в тех же комнатах, где он [Александр VI] осквернил Святую Церковь, как никто до него узурпировавший папскую власть за счет помощи дьявола… Я запрещаю под страхом отлучения от церкви говорить или думать о Борджиа снова. Его имя и память должны быть забыты. Он должен быть вычеркнут из каждого документа. Его правление должно быть уничтожено. Все портреты Борджиа должны быть покрыты чёрным крепом, все гробницы Борджиа должны быть вскрыты, а их тела отправлены обратно туда, откуда они пришли — в Испанию».

Апартаменты Борджиа действительно оставались закрытыми до XIX века.
Юлий II, публично обещавший оставить сына Александра VI Чезаре Борджиа на посту гонфалоньера и вначале боявшийся, что без его армии всю Романью захватят с севера усиливавшиеся венецианцы, позднее отрёкся от своих слов, когда понял, что после смерти Александра Франция не будет оказывать Чезаре такой поддержки, как раньше. Его целью был его личный контроль над Папской областью, независимый ни от Чезаре, ни от Венеции, ни от кого-либо другого. Более того, он распорядился арестовать Чезаре и отправить в Остию, чтобы герцог сдал ему занятые его солдатами замки. Все его замки, кроме Форли, сдались к апрелю 1504 года, и в обмен за это Чезаре Борджиа был отпущен в Неаполь. В августе 1504 года когда сдался и Форли, Чезаре был заключён испанцами в крепость Чинчилья.
Юлий II использовал своё влияние, чтобы примирить две мощные римские семьи — Орсини и Колонна, а указами, принятыми в их интересах, он привлек к себе оставшуюся часть римской знати.
Главными противниками Юлия были сначала Венеция, потом Франция. В результате войн, которые вел папа, территория папского государства была значительно расширена. В 1504 году, находя невозможным убедить дожа Венеции, он добился союза с Францией и Священной Римской империей против Венеции. В 1506 году Юлий сумел освободить занятые венецианцами после смерти Александра VI города Романьи, захватил Перуджу и Болонью, свергнул местных деспотов — Джампаоло Бальони и Джованни II Бентивольо соответственно.
В декабре 1503 года Юлий выпустил особую буллу, позволявшую Генриху VIII Английскому жениться на Екатерине Арагонской. Екатерина считалась родственницей Генриха, так как ранее была замужем за его старшим братом принцем Артуром, который скоропостижно скончался. Более двадцати лет спустя, когда Генрих влюбился в Анну Болейн, он попытался аннулировать брак с не родившей сыновей Екатериной, заявив, что брак изначально был заключен не по закону, Екатерина же, защищаясь, утверждала, что осталась девственницей за шесть месяцев первого брака. Отказ папы Климента VII дать развод стал одной из причин английской Реформации.
В рамках программы восстановления славы Рима как христианской столицы Юлий II предпринял значительные усилия, чтобы представить себя в качестве своего рода императора-папы. На Вербное воскресенье 1507 года «вошел Юлий II в Рим. И как второй Юлий Цезарь, наследник величия императорской славы Рима, и в образе Христа одновременно». Юлий лично повел армию через Апеннинский полуостров под имперским лозунгом «Изгоним варваров». Тем не менее, несмотря на громкую имперскую риторику, кампании Юлия носили локальный характер.
Для войн Папского государства Юлий II создал в 1506 году регулярную Швейцарскую гвардию, состоящую из нанятых жителей Швейцарии, неженатых и опытных в военном искусстве. Их красочную униформу проектировал Рафаэль Санти. Стоящая ныне рядом с папой почётная стража является реликтом этого гарнизона, численность которого во времена Юлия была намного больше.
Юлий был далеко не первым папой, имевшим детей до вступления на кафедру святого Петра. Его единственная известная дочь, Феличе делла Ровере, родилась в 1483 году. Став папой, он выдал её за Джан Джордано Орсини, одного из самых могущественных вельмож Папской области. Несмотря на наличие признанной дочери, упорные слухи объявляли Юлия гомосексуалистом. Активная деятельность неизбежно создавала папе врагов, а обвинение в содомском грехе в то время считалось одним из самых тяжёлых.
Юлий II, как и все его предшественники, усердно покровительствовал своим родственникам, назначая епископами и кардиналами членов своего рода. Тогда уже вошло в обычай, что самый близкий племянник папы (непот) получал кардинальскую шапку и занимал в Римской курии высокую должность. Вице-канцлером Папа назначил сына сестры кардинала Галеотто Франчотти делла Ровере, после его смерти в 1507 году — другого племянника кардинала Систо Гара; капитан-генералом папской армии стал в 1509 году его племянник Франческо Мария делла Ровере. Систо Гара делла Ровере также был настоятелем в Риме рыцарей-госпитальеров. Юлий II позаботился о том, чтобы его родственники заключили выгодные браки, принесшие им богатство и почёт и связавшие его род со знатнейшими родами Европы.

### Войны и внешняя политика
В 1508 году международные события благоприятствовали планам Юлия, и он смог заключить Камбрейскую лигу с Людовиком XII, королём Франции, Максимилианом I, императором Священной Римской империи, и Фердинандом II, королём Арагона. Лига боролась против Венецианской республики во время Войны Камбрейской лиги, объявив войну с Венецией необходимым предисловием к будущему крестовому походу против турок. Среди прочего, Юлий хотел присоединить занятую венецианцами Романью; Максимилиан I покусился на Фриули и Венецию, Людовик XII — на Кремону, а Фердинанд II — на порты Апулии.
Весной 1509 года Венецианская республика попала под интердикт Юлия. Во время Войны Камбрейской лиги альянсы распадались и собирались заново в новых составах. Например, в 1510 году Венеция и Франция поменялись местами в качестве врага папы, а в 1513 году договорились между собой против него.
Участие в войне довольно скоро принесло успех папе в достижении его целей. После битвы при Аньяделло 14 мая 1509 года владычество Венеции в Северной Италии было практически утрачено. Но король Франции и император Священной Римской империи не были удовлетворены лишь осуществлением целей папы, и Максимилиан счел необходимым заключить соглашение с венецианцами, чтобы защитить себя от тех, кто до того был его союзниками. Вскоре на сторону Венеции перешли и французы. Папа наложил на Францию интердикт, но это не принесло успеха, как и попытки вызвать разрыв между Францией и Англией. В ответ на его действия на синоде, созванном в Туре в сентябре 1510 года, французские епископы отказались от послушания папе и решили с помощью императора Максимилиана добиться низложения Юлия, их союзники, девять римских кардиналов, обещали расследовать злоупотребления папы. В ноябре 1511 года совет собрался для этой цели в Пизе.
Тогда Юлий объединился с Фердинандом II Арагонским и венецианцами против Франции. На короткое время Генрих VIII, король Англии, и Максимилиан I также присоединились к этому альянсу. В последние месяцы жизни Юлий участвовал в переговорах с дипломатами Фердинанда, пытавшимися получить от папы идеологическое обоснование для вторжения арагонцев в Наварру.
В 1512 году Папа созвал в Латеране XVIII Вселенский собор, который призван был обсудить реформу церкви. Это было вызвано единодушным требованием многих представителей тогдашнего западного христианства. Но единственным важным шагом этого собора стало объявление созванных французами против Юлия соборов в Пизе и Милане незаконными. Больной Юлий II не принимал личного участия в работе собора.

### Смерть
В 1512 году французы были изгнаны на север через Альпы, но это произошло ценой оккупации Италии со стороны других держав, и Юлий был вынужден отказаться от реализации своей мечты о независимом церковном итальянском королевстве. Он умер 21 февраля 1513 года в возрасте 69 лет от лихорадки, вероятно, осложненной сифилисом.
Распространенной ошибкой является указание на то, что Гробница Юлия II Микеланджело в Сан-Пьетро-ин-Винколи — место изначального захоронения папы. Эта могила не была завершена до 1545 года и представляет собой сокращенную версию запланированного оригинала, который был изначально предназначен для базилики Святого Петра. Сам же Юлий был изначально похоронен в соборе Святого Петра в Ватикане. Его останки, вместе с прахом его дяди Сикста IV, позднее были осквернены во время разграбления Рима в 1527 году. Ныне они покоятся в соборе Святого Петра в передней части памятника папе Клименту X.
Юлий II был первым папой, чьё тело бальзамировали.

### Папа-меценат
Юлий II вошел в историю не только как один из наиболее воинственных пап, но и как щедрый (хотя и деспотичный) меценат искусства. В 1506 году было начато строительство нового собора св. Петра в соответствии с планами архитектора Донато Браманте (1444—1514). В 1512 году были открыты для обозрения фрески в Сикстинской капелле, которые считаются вершиной творчества гениального Микеланджело Буонарроти (1475—1564). Этот же художник был создателем незаконченного надгробия Юлия II и прекрасного купола, венчающего Ватиканский собор. В 1508—1512 годах апартаменты Ватиканского папского дворца украшает ещё один знаменитый художник, Рафаэль Санти (1483—1520).
Юлий II обычно изображается с бородой после появления на знаменитом портрете Рафаэля. Тем не менее, папа носил бороду только с 27 июня 1511 года по март 1512 года в знак траура в связи с потерей Болоньи. При этом он стал первым папой со времен античности, носившим бороду. Юлий снова сбрил бороду незадолго до смерти, а его ближайшие преемники были гладко выбриты.
Однако папа Климент VII снова отпустил бороду в знак траура после разграбления Рима в 1527 году. В дальнейшем все папы были бородатыми до смерти папы Иннокентия XII в 1700 году.

## Образ в культуре

### В фильмах и сериалах
- Фильм «Муки и радости» (англ. The Agony and the Ecstasy; США, Италия, 1965). Роль исполняет Рекс Харрисон
- Телефильм «Борджиа» (Великобритания, 1981). Роль исполняет Альфред Бёрк
- Телефильм «Весна Микеланджело» (Италия, США, 1991). Роль исполняет Ф. Мюррей Абрахам
- Фильм «Борджиа» (Испания, 2006). В роли снимался Эусебио Понсела
- Фильм «Восхождение Борджиа» (Германия, Канада, 2006), роль исполняет Матиас Кёберлин
- Сериал «Борджиа» (Канада, Венгрия, Ирландия. 2011—2013). Роль исполняет Колм Фиори
- Сериал «Борджиа» (Франция, Германия, Чехия, Италия, 2011—2014). Роль исполняет Деян Чукич
- Фильм «Никколо Макиавелли – принц политики» (Niccolò Machiavelli il Principe della politica) (Италия, 2017). Роль исполняет Андреа Тидона

### В компьютерных играх
- В игре «Medieval II: Total War» в заставке загрузки упоминается цитата Юлия II
- В игре Rock of Ages одним из боссов является Юлий II